# Magnolia tripetala
Magnolia tripetala là một loài thực vật có hoa trong họ Magnoliaceae. Loài này được (L.) L. mô tả khoa học đầu tiên năm 1759.